# Oli Bott
Oli Bott (* 1974 in Hofheim am Taunus) ist ein deutscher Jazz-Vibraphonist, -Orchesterleiter und -Komponist.

## Werdegang
Oli Bott erlernte Vibraphon zunächst in seiner Geburtsstadt bei dem Schlagwerker Detlef Biedermann. Sein anschließendes Musikstudium am Berklee College of Music in Boston (u. a .bei Gary Burton, Bob Brookmeyer, Phil Wilson, Greg Hopkins, John LaPorta, Hal Crook) schloss er 1996 mit dem Diplom der Jazz Composition ab.

## Wirken
Er ist seitdem freischaffender Musiker in Berlin und erhielt mehrere Stipendien des Berliner Senats und Kompositionsaufträge für sein eigenes Jazzorchester. Er gewann unter anderem den NDR-Musikpreis für Jazzdirigenten, den 1. Preis des Leipziger Improvisationswettbewerbs, den Europ Jazz Contest und den Wayne Shorter Award, USA. Oli Bott ist zurzeit als Musiker in verschiedenen Bands aktiv. Neben seiner Tätigkeit als Komponist und Dirigent für sein zwölfköpfiges „Oli Bott Orchestra“ ist er u. a. auch als Musiker mit seinem Quartett „Vibratanghissimo“ beschäftigt. Sowohl eigene, als auch Kompositionen von Astor Piazzolla, die ursprünglich für Bandoneon komponiert waren und nun von ihm auf dem Vibraphon neu interpretiert werden, gehören zum Repertoire dieser Gruppe. Die anderen drei Mitglieder sind Juan Lucas Aisemberg an der Bratsche, Arnulf Ballhorn am Kontrabass und die Pianistin Tuyêt Pham. Mit seinem Partner Thomas Wallisch an der Gitarre ist er, ebenfalls mit eigenen Kompositionen, zu hören im „Thomas Wallisch & Oli Bott Duo“. 
2019 legte Bott im Duo mit der Cellistin Anna Carewe das Album Timescapes vor. Der Deutsche Bundestag beauftragte ihn 2021 zum Gedenken an die 1. Sitzung des gesamtdeutschen Reichstages vor 150 Jahren mit einer Komposition, die den Weg von ›Heil Dir im Siegerkranz‹ zum ›Lied der Deutschen‹ nachzeichnet.

## Diskografie
- Thomas Wallisch & Oli Bott Duo: Unknown Beauty, big-tone-records, 2001
- Thomas Wallisch & Oli Bott Duo: Inside Out, big-tone-records, 2005
- Vibratanghissimo: Astor, big-tone-records, 2006
- Anna Carewe & Oli Bott: Timescapes (GLM 2019, Nomination für Opus Klassik 2020)